# Karl Kreil
Karl Kreil, född 4 november 1798 i Ried am Innkreis, död 21 december 1862 i Wien, var en österrikisk astronom och meteorolog.
Kreil tjänstgjorde sedan 1826 vid  observatorierna i Wien, Milano och Prag, för vilket sistnämnda observatorium han blev föreståndare 1845, och kallades 1851 till Wien att där upprätta och förestå en centralanstalt för meteorologi och jordmagnetism, varjämte han blev professor i fysik vid därvarande universitet. Han redigerade 1842-45 "Astronomisch-meteorologisches Jahrbuch für Prag" och 1854-61 "Jahrbücher der k.k. Centralanstalt für Meteorologie und Erdmagnetismus".

## Eftermäle
Asteroiden 6597 Kreil är uppkallad efter Karl Kreil.